# Screamer
Screamer è un videogioco di guida sviluppato da Graffiti (poi divenuta Milestone) e pubblicato da Virgin Interactive nel 1995. 
Ad esso seguirono Screamer 2 nel 1996, Screamer Rally e Screamer 4x4 nel 1997. Un reboot della serie - sempre sviluppato dalla Milestone - è stato annunciato ai Game Awards del 2024, e uscirà nel 2026.

## Modalità di gioco
Il gioco ricalca serie celebri come Ridge Racer della Namco o The Need for Speed della Electronic Arts: si guidano potenti auto sportive (che assomigliano a modelli reali) in circuiti di fantasia.

## Autovetture
Nel gioco è possibile pilotare 6 vetture di fantasia, ispirate a determinate controparti reali:
- Shadow (Lamborghini Diablo)
- Tiger (Ferrari F40)
- Hammer (Bugatti EB110)
- Rising Sun (Mitsubishi 3000GT)
- Panther (Porsche 911 turbo)
- Yankee (Chevrolet Corvette C4)

Inoltre vi è un'auto segreta chiamata "Bullet" (sbloccabile tramite trucchi o completando determinati obiettivi), caratterizzata dall'avere il motore di un Jet installato nel retrotreno e prestazioni al limite.